# هازلي ريفيرا
هيزلي ريفيرا (من مواليد 4 يونيو 2008) هي لاعبة جمباز فني أمريكية. وعضوة في فريق الولايات المتحدة الفائز بالميدالية الفضية في بطولة العالم للناشئين 2023 والفريق الفائز بالميدالية الذهبية في دورة الألعاب الأولمبية الصيفية 2024، ولقبت بـ "الفتيات الذهبيات". بالإضافة إلى ذلك، فهي بطلة الولايات المتحدة الوطنية للناشئين 2023 والميدالية الفضية في بطولة العالم للناشئين 2023 في حركات الأرضية. كانت جزءًا من فريق الولايات المتحدة في دورة الألعاب الأولمبية الصيفية 2024، مما يجعلها أصغر رياضية في وفد الولايات المتحدة بأكمله.